# Re 465
Les Re 465 sont des locomotives électriques du chemin de fer du Lötschberg (Bern–Lötschberg–Simplon).
Entre 2019 et 2022, les 18 locomotives de type Re465 seront soumises à un programme de modernisation (refit).
Cette remise en état permettra de rallonger de 15 ans la durée de ces locomotives et pourront être utilisées jusqu’en 2040. Les locomotives modernisées sont faciles à reconnaître, elles sont peintes en vert et constituent ainsi des ambassadrices de la marque BLS étincelantes et clairement visibles, toutes les locomotives seront modernisées dans les ateliers BLS de Bönigen.
Après leur refit, les locomotives seront utilisées pour le transport autos et remplaceront ainsi les locomotives type Re 425.
La Re 465 tirera ou poussera à l’avenir les trains Goldenpass-Express entre Interlaken Ost et Zweisimmen, et pour le trafic marchandises, elle sera utilisée comme traction multiple avec d’autres locomotives (TRAXX et Vectron).
La première Re 465 à avoir reçu le nouveau refit (R3) fût la Re 465 011.

## Caractéristiques

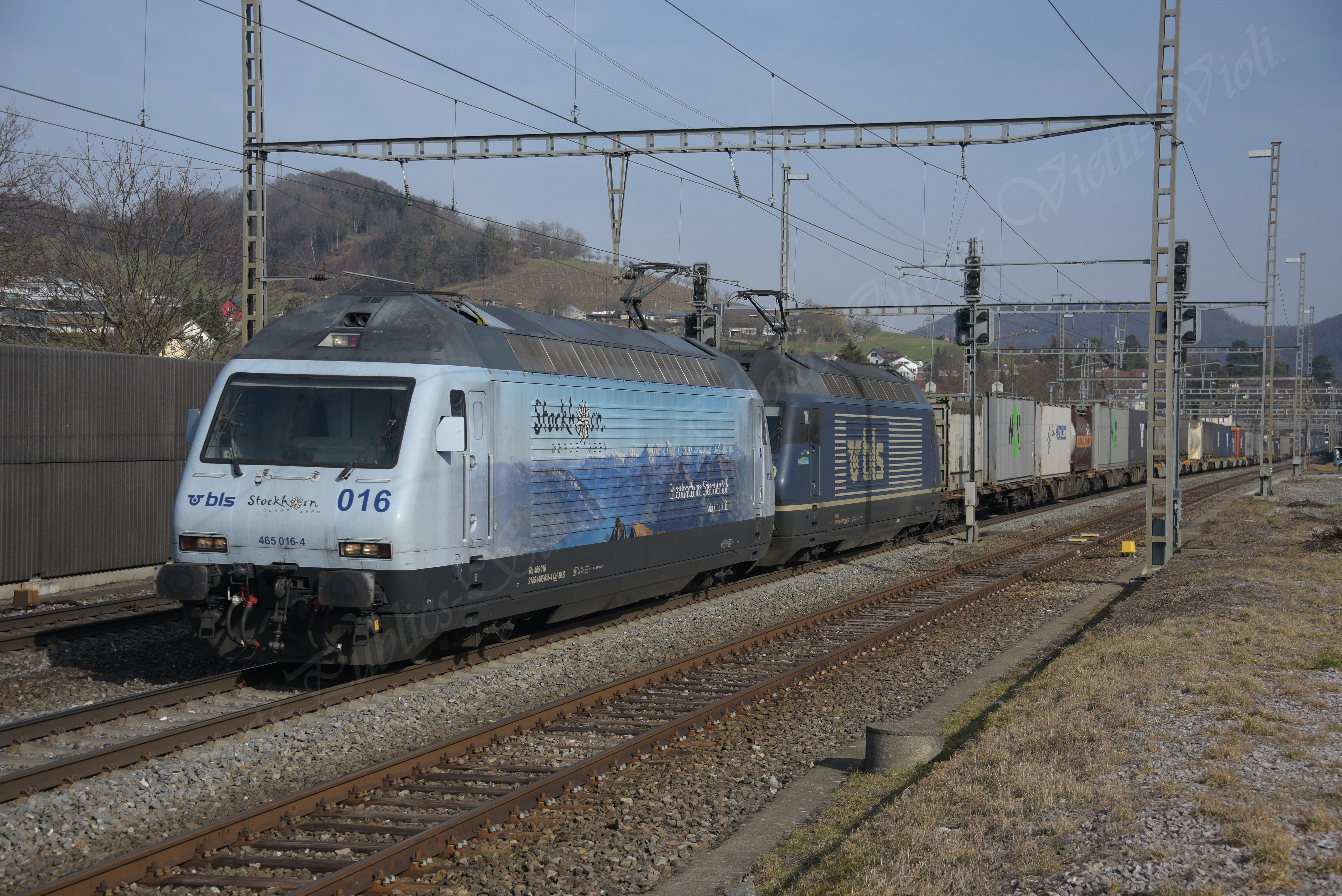

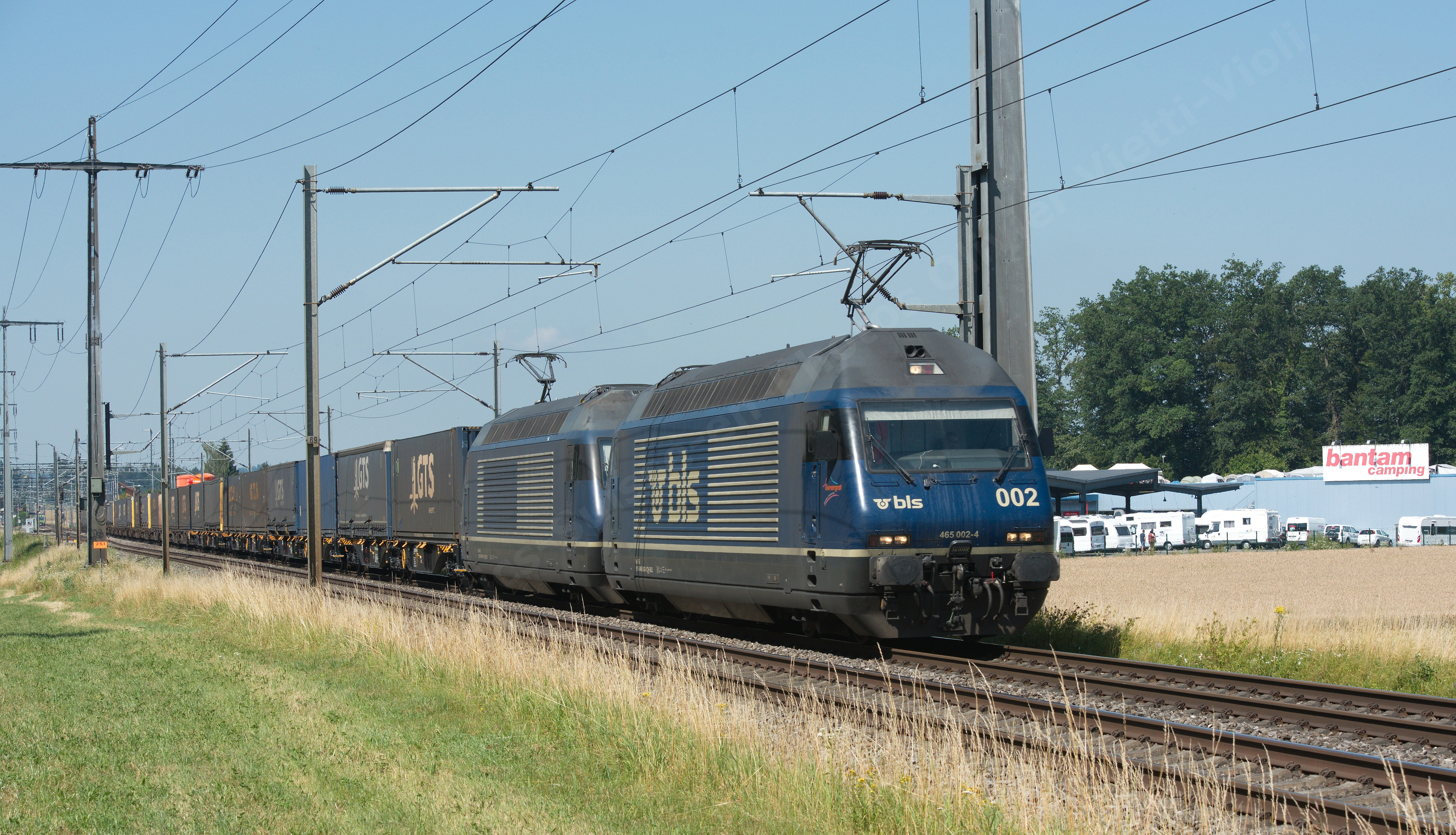

Il s'agit de Re 460 dont la puissance a été poussé à 7 000 kW contre 6 100 pour les 460.
Concernant la commande multiple; La 465 est équipée des prises EP, BLS 1 et IIId. Cette caractéristique propre aux 465, lui permet, contrairement aux autres machines, d'être compatible avec une multitude de machines :
- Jusqu'à 4 machines, avec les Re 425 et Re 460.
- Jusqu'à 3 machines, avec les Re 420/421/430, Re 620, RBe 540 et Re 446.
- Jusqu'à 2 machines, avec les RBDe 560 (hormis les DOMINO) /561/562/568.

Elle est aussi compatible avec toutes les voitures de commande de ces différentes machines.

## Utilisation
La Re 465 est principalement utilisée dans le trafic marchandises en Suisse et frontalier avec l'Allemagne (uniquement sur les tronçons Basel Muttenz - Basel Bad Rbf et Schaffhausen - Singen) et pour la traction des navettes VU III sur les lignes voyageurs.
Fin 2013, les BLS ont prêté les Re 465 015-018 à railCare (entreprise suisse de transport ferroviaire et routier). Ces locomotives ont eu chacune une livrée spécifique à railCare. Elles ont été rendues en 2017 aux BLS à la suite de la livraison des Rem 476 à RailCare.
La Re 465 004-0 arbore les couleurs de la biscuiterie Kambly depuis 2010, à l'occasion des 100 ans de la fabrique. La locomotive a de fait été baptisée "Trubschachen", du lieu où se situe la fabrique Kambly, ainsi que tout un convoi VU III, qui circulait sur la ligne Berne - Lucerne,maintenant la rame circule sur la ligne La Chaux-de-Fonds - Neuchâtel - Berne.

## Baptêmes[4],[5]
- 465 001-6 : Simplon/Sempione
- 465 002-4 : Gornergrat
- 465 003-2 : Jungfraujoch/Seespiele
- 465 004-0 : Trubschachen
- 465 005-7 : Niesen
- 465 006-5 : Lauchernalp/Lötschental
- 465 007-3 : Schilthorn/Piz Gloria
- 465 008-1 : Niederhorn/Beatenberg
- 465 009-9 : Napf
- 465 010-7 : Mont Vully
- 465 011-5 : Wisenberg
- 465 012-3 : Eurotunnel
- 465 013-1 : Stockhorn
- 465 014-9 : Spalenberg
- 465 015-6 : La Vue des Alpes
- 465 016-4 : Centovalli
- 465 017-2 : Schrattenflue
- 465 018-0 : Brienz Rothorn Bahn